# Campionato asiatico e oceaniano maschile di pallavolo 2013
Il campionato asiatico e oceaniano maschile di pallavolo 2013 si è svolto dal 28 settembre al 6 ottobre 2013 a Dubai, negli Emirati Arabi Uniti. Al torneo hanno partecipato 21 squadre nazionali asiatiche ed oceaniane e la vittoria finale è andata per la seconda volta consecutiva all'Iran.

## Impianti
|                                                                   |                                                                    |
|                                                                   |                                                                    |
| Hamdan Sports Complex Città: Dubai Capienza: - Anno d'apertura: - | Al-Maktoum Sports Hall Città: Dubai Capienza: - Anno d'apertura: - |

## Regolamento
Le ventuno squadre partecipanti sono state divise in otto gironi: le prime due classificate di ogni gironi hanno acceduto alla seconda fase a gironi, conservando il risultato dello scontro diretto, mentre l'ultima classificata di ogni girone ha acceduto ai quarti di finale per il diciassettesimo posto. Dopo la seconda fase a gironi, le prime due classificate di ogni girone hanno acceduto ai quarti di finale per il posto, mentre le ultime due classificate di ogni girone hanno acceduto ai quarti di finale per il nono posto; le squadre sconfitte ai quarti di finale per il primo posto hanno acceduto alle semifinali per il quinto posto, mentre le squadre sconfitte ai quarti di finale per il nono posto hanno acceduto alle semifinali per il tredicesimo posto.

## Gironi
| Girone A                       | Girone B                       | Girone C               | Girone D                          |
| ------------------------------ | ------------------------------ | ---------------------- | --------------------------------- |
| Emirati Arabi Uniti Uzbekistan | Australia Bahrein Birmania     | Iran Kazakistan Kuwait | Cina Arabia Saudita Taipei cinese |
| Girone E                       | Girone F                       | Girone G               | Girone H                          |
| Giappone Oman Sri Lanka        | Afghanistan Corea del Sud Iraq | India Qatar            | Libano Thailandia                 |

## Fase finale

### Finale 1º e 3º posto
|  | Quarti        | Quarti        |               |      | Semifinale         | Semifinale         |  |  | Finale 1º/2º posto | Finale 1º/2º posto |
|  |               |               |               |      |                    |                    |  |  |                    |                    |
|  |               |               |               |      |                    |                    |  |  |                    |                    |
|  |               |               |               |      |                    |                    |  |  |                    |                    |
|  | Thailandia    | 0             |               |      |                    |                    |  |  |                    |                    |
|  | Thailandia    | 0             |               |      |                    |                    |  |  |                    |                    |
|  | Giappone      | 3             |               |      |                    |                    |  |  |                    |                    |
|  | Giappone      | 3             | Giappone      | 0    |                    |                    |  |  |                    |                    |
|  |               |               | Giappone      | 0    |                    |                    |  |  |                    |                    |
|  |               | Iran          | 3             |      |                    |                    |  |  |                    |                    |
|  | Iran          | Iran          | 3             | 3    |                    |                    |  |  |                    |                    |
|  | Iran          |               |               | 3    |                    |                    |  |  |                    |                    |
|  | Libano        | 0             |               |      |                    |                    |  |  |                    |                    |
|  | Libano        | 0             | Iran          | 3    |                    |                    |  |  |                    |                    |
|  |               |               | Iran          | 3    |                    |                    |  |  |                    |                    |
|  |               | Corea del Sud | 0             |      |                    |                    |  |  |                    |                    |
|  | Australia     | Corea del Sud | 0             | 0    |                    |                    |  |  |                    |                    |
|  | Australia     |               |               | 0    |                    |                    |  |  |                    |                    |
|  | Corea del Sud | 3             |               |      |                    |                    |  |  |                    |                    |
|  | Corea del Sud | 3             | Corea del Sud | 3    | Finale 3º/4º posto | Finale 3º/4º posto |  |  |                    |                    |
|  |               |               | Corea del Sud | 3    | Finale 3º/4º posto | Finale 3º/4º posto |  |  |                    |                    |
|  |               | Cina          | 2             |      |                    |                    |  |  |                    |                    |
|  | Cina          | Cina          | 2             | 3    | Giappone           | 1                  |  |  |                    |                    |
|  | Cina          |               |               | 3    | Giappone           | 1                  |  |  |                    |                    |
|  | India         | 1             |               | Cina | 3                  |                    |  |  |                    |                    |
|  | India         | 1             |               |      | 3                  |                    |  |  |                    |                    |
|  |               |               |               |      |                    |                    |  |  |                    |                    |
|  |               |               |               |      |                    |                    |  |  |                    |                    |

### Finale 5º e 7º posto
|  | Semifinali | Semifinali | Semifinali |           |            | Finale 5º/6º posto | Finale 5º/6º posto | Finale 5º/6º posto |  |
|  |            |            |            |           |            |                    |                    |                    |  |
|  | Thailandia | Thailandia | 3          |           |            |                    |                    |                    |  |
|  | Thailandia | Thailandia | 3          |           |            |                    |                    |                    |  |
|  | Libano     | Libano     | 1          |           |            |                    |                    |                    |  |
|  | Libano     | Libano     | 1          |           | Thailandia | Thailandia         | 1                  |                    |  |
|  |            |            |            |           | Thailandia | Thailandia         | 1                  |                    |  |
|  |            |            | Australia  | Australia | 3          |                    |                    |                    |  |
|  | Australia  | Australia  | Australia  | Australia | 3          | 3                  |                    |                    |  |
|  | Australia  | Australia  |            |           |            | 3                  |                    |                    |  |
|  | India      | India      | 1          |           |            | Finale 7º/8º posto | Finale 7º/8º posto | Finale 7º/8º posto |  |
|  | India      | India      | 1          |           |            |                    |                    |                    |  |
|  |            |            |            |           |            |                    |                    |                    |  |
|  |            |            |            |           |            | Libano             | Libano             | 2                  |  |
|  |            |            |            |           |            | Libano             | Libano             | 2                  |  |
|  |            |            |            |           |            | India              | India              | 3                  |  |

### Finale 9º e 11º posto
|  | Quarti              | Quarti        |            |         | Semifinale           | Semifinale           |  |  | Finale 9º/10º posto | Finale 9º/10º posto |
|  |                     |               |            |         |                      |                      |  |  |                     |                     |
|  |                     |               |            |         |                      |                      |  |  |                     |                     |
|  |                     |               |            |         |                      |                      |  |  |                     |                     |
|  | Emirati Arabi Uniti | 0             |            |         |                      |                      |  |  |                     |                     |
|  | Emirati Arabi Uniti | 0             |            |         |                      |                      |  |  |                     |                     |
|  | Qatar               | 3             |            |         |                      |                      |  |  |                     |                     |
|  | Qatar               | 3             | Qatar      | 1       |                      |                      |  |  |                     |                     |
|  |                     |               | Qatar      | 1       |                      |                      |  |  |                     |                     |
|  |                     | Kazakistan    | 3          |         |                      |                      |  |  |                     |                     |
|  | Kazakistan          | Kazakistan    | 3          | 3       |                      |                      |  |  |                     |                     |
|  | Kazakistan          |               |            | 3       |                      |                      |  |  |                     |                     |
|  | Sri Lanka           | 0             |            |         |                      |                      |  |  |                     |                     |
|  | Sri Lanka           | 0             | Kazakistan | 1       |                      |                      |  |  |                     |                     |
|  |                     |               | Kazakistan | 1       |                      |                      |  |  |                     |                     |
|  |                     | Taipei cinese | 3          |         |                      |                      |  |  |                     |                     |
|  | Bahrein             | Taipei cinese | 3          | 3       |                      |                      |  |  |                     |                     |
|  | Bahrein             |               |            | 3       |                      |                      |  |  |                     |                     |
|  | Uzbekistan          | 0             |            |         |                      |                      |  |  |                     |                     |
|  | Uzbekistan          | 0             | Bahrein    | 2       | Finale 11º/12º posto | Finale 11º/12º posto |  |  |                     |                     |
|  |                     |               | Bahrein    | 2       | Finale 11º/12º posto | Finale 11º/12º posto |  |  |                     |                     |
|  |                     | Taipei cinese | 3          |         |                      |                      |  |  |                     |                     |
|  | Taipei cinese       | Taipei cinese | 3          | 3       | Qatar                | 3                    |  |  |                     |                     |
|  | Taipei cinese       |               |            | 3       | Qatar                | 3                    |  |  |                     |                     |
|  | Iraq                | 0             |            | Bahrein | 2                    |                      |  |  |                     |                     |
|  | Iraq                | 0             |            |         | 2                    |                      |  |  |                     |                     |
|  |                     |               |            |         |                      |                      |  |  |                     |                     |
|  |                     |               |            |         |                      |                      |  |  |                     |                     |

### Finale 13º e 15º posto
|  | Semifinali          | Semifinali          | Semifinali |      |                     | Finale 13º/14º posto | Finale 13º/14º posto | Finale 13º/14º posto |  |
|  |                     |                     |            |      |                     |                      |                      |                      |  |
|  | Emirati Arabi Uniti | Emirati Arabi Uniti | 3          |      |                     |                      |                      |                      |  |
|  | Emirati Arabi Uniti | Emirati Arabi Uniti | 3          |      |                     |                      |                      |                      |  |
|  | Sri Lanka           | Sri Lanka           | 2          |      |                     |                      |                      |                      |  |
|  | Sri Lanka           | Sri Lanka           | 2          |      | Emirati Arabi Uniti | Emirati Arabi Uniti  | 1                    |                      |  |
|  |                     |                     |            |      | Emirati Arabi Uniti | Emirati Arabi Uniti  | 1                    |                      |  |
|  |                     |                     | Iraq       | Iraq | 3                   |                      |                      |                      |  |
|  | Uzbekistan          | Uzbekistan          | Iraq       | Iraq | 3                   | 2                    |                      |                      |  |
|  | Uzbekistan          | Uzbekistan          |            |      |                     | 2                    |                      |                      |  |
|  | Iraq                | Iraq                | 3          |      |                     | Finale 15º/16º posto | Finale 15º/16º posto | Finale 15º/16º posto |  |
|  | Iraq                | Iraq                | 3          |      |                     |                      |                      |                      |  |
|  |                     |                     |            |      |                     |                      |                      |                      |  |
|  |                     |                     |            |      |                     | Sri Lanka            | Sri Lanka            | 3                    |  |
|  |                     |                     |            |      |                     | Sri Lanka            | Sri Lanka            | 3                    |  |
|  |                     |                     |            |      |                     | Uzbekistan           | Uzbekistan           | 0                    |  |

### Finale 17º e 19º posto
|  | Quarti         | Quarti   |             |      | Semifinale           | Semifinale           |  |  | Finale 17º/18º posto | Finale 17º/18º posto |
|  |                |          |             |      |                      |                      |  |  |                      |                      |
|  |                |          |             |      |                      |                      |  |  |                      |                      |
|  |                |          |             |      |                      |                      |  |  |                      |                      |
|  | -              | -        |             |      |                      |                      |  |  |                      |                      |
|  | -              | -        |             |      |                      |                      |  |  |                      |                      |
|  | Afghanistan    | -        |             |      |                      |                      |  |  |                      |                      |
|  | Afghanistan    | -        | Afghanistan | 0    |                      |                      |  |  |                      |                      |
|  |                |          | Afghanistan | 0    |                      |                      |  |  |                      |                      |
|  |                | Birmania | 3           |      |                      |                      |  |  |                      |                      |
|  | Birmania       | Birmania | 3           | -    |                      |                      |  |  |                      |                      |
|  | Birmania       |          |             | -    |                      |                      |  |  |                      |                      |
|  | -              | -        |             |      |                      |                      |  |  |                      |                      |
|  | -              | -        | Birmania    | 0    |                      |                      |  |  |                      |                      |
|  |                |          | Birmania    | 0    |                      |                      |  |  |                      |                      |
|  |                | Kuwait   | 3           |      |                      |                      |  |  |                      |                      |
|  | Kuwait         | Kuwait   | 3           | -    |                      |                      |  |  |                      |                      |
|  | Kuwait         |          |             | -    |                      |                      |  |  |                      |                      |
|  | -              | -        |             |      |                      |                      |  |  |                      |                      |
|  | -              | -        | Kuwait      | 3    | Finale 19º/20º posto | Finale 19º/20º posto |  |  |                      |                      |
|  |                |          | Kuwait      | 3    | Finale 19º/20º posto | Finale 19º/20º posto |  |  |                      |                      |
|  |                | Oman     | 2           |      |                      |                      |  |  |                      |                      |
|  | Arabia Saudita | Oman     | 2           | 1    | Afghanistan          | 1                    |  |  |                      |                      |
|  | Arabia Saudita |          |             | 1    | Afghanistan          | 1                    |  |  |                      |                      |
|  | Oman           | 3        |             | Oman | 3                    |                      |  |  |                      |                      |
|  | Oman           | 3        |             |      | 3                    |                      |  |  |                      |                      |
|  |                |          |             |      |                      |                      |  |  |                      |                      |
|  |                |          |             |      |                      |                      |  |  |                      |                      |

## Podio

### Campione
Formazione: 1 Shahram Mahmoudi, 4 Saeid Marouf, 5 Farhad Ghaemi, 6 Mohammad Mousavi, 7 Hamzeh Zarini, 8 Farhad Zarif, 9 Adel Gholami, 10 Amir Ghafour, 11 Rahman Davoudi, 13 Mehdi Mahdavi, 16 Armin Tashakkori, 20 Alireza Mobasheri, CT: Julio Velasco

### Secondo posto
Formazione: 2 Han Sun-soo, 3 An Junch-an, 4 Bu Yong-chan, 5 Park Sand-ha, 7 Jin Sangh-oun, 9 Kwak Seung-suk, 10 Sim Kyoung-sub, 12 Jeon Kwang-in, 13 Song Myung-geun, 16 Kim Jeong-hwan, 17 Ha Kyoung-min, 19 Oh Jae-seong, CT: Park Kiw-on

### Terzo posto
Formazione: 3 Yuan Zhi, 5 Dai Qingyao, 6 Liang Chunlong, 7 Zhong Weijun, 9 Jiao Shuai, 11 Geng Xin, 12 Jin Zhihong, 14 Xu Jingtao, 15 Li Runming, 16 Ren Qi, 17 Chu Hui, 18 Ji Daoshuai, CT: Xie Guochen

## Classifica finale
| Classifica | Squadre             | Qualificazione                       |
| ---------- | ------------------- | ------------------------------------ |
|            | Iran                | Grand Champions Cup 2013             |
|            | Corea del Sud       | Campionato asiatico e oceaniano 2015 |
|            | Cina                | Campionato asiatico e oceaniano 2015 |
| 4          | Giappone            | Campionato asiatico e oceaniano 2015 |
| 5          | Australia           | Campionato asiatico e oceaniano 2015 |
| 6          | Thailandia          | Campionato asiatico e oceaniano 2015 |
| 7          | India               | Campionato asiatico e oceaniano 2015 |
| 8          | Libano              |                                      |
| 9          | Taipei cinese       | Campionato asiatico e oceaniano 2015 |
| 10         | Kazakistan          | Campionato asiatico e oceaniano 2015 |
| 11         | Qatar               |                                      |
| 12         | Bahrein             |                                      |
| 13         | Iraq                |                                      |
| 14         | Emirati Arabi Uniti |                                      |
| 15         | Sri Lanka           |                                      |
| 16         | Uzbekistan          |                                      |
| 17         | Kuwait              |                                      |
| 18         | Birmania            |                                      |
| 19         | Oman                |                                      |
| 20         | Afghanistan         |                                      |
| 21         | Arabia Saudita      |                                      |